# 119 (číslo)
Sto devatenáct je přirozené číslo, které následuje po čísle sto osmnáct a předchází číslu sto dvacet. Římskými číslicemi se zapisuje CXIX.

## Matematika
119 je:
- bezčtvercové celé číslo
- deficientní číslo
- nepříznivé číslo
- v desítkové soustavě nešťastné číslo
- součet pěti po sobě jdoucích prvočísel (119 = 17 + 19 + 23 + 29 + 31)
- nejmenší složené číslo, které je o 1 menší, než faktoriál: 119 = 5! - 1

## Chemie
- 119 je atomové číslo zatím (květen 2014) neobjeveného prvku ununennia, neutronové číslo třetího nejběžnějšího izotopu rtuti a nukleonové číslo čtvrtého nejběžnějšího izotopu cínu[1]

## Kalendář
- Stodevatenáctým dnem kalendářního roku je 29. duben (v přestupném roce 28. duben)

## Roky
- 119
- 119 př. n. l.